# 威廉·珀金

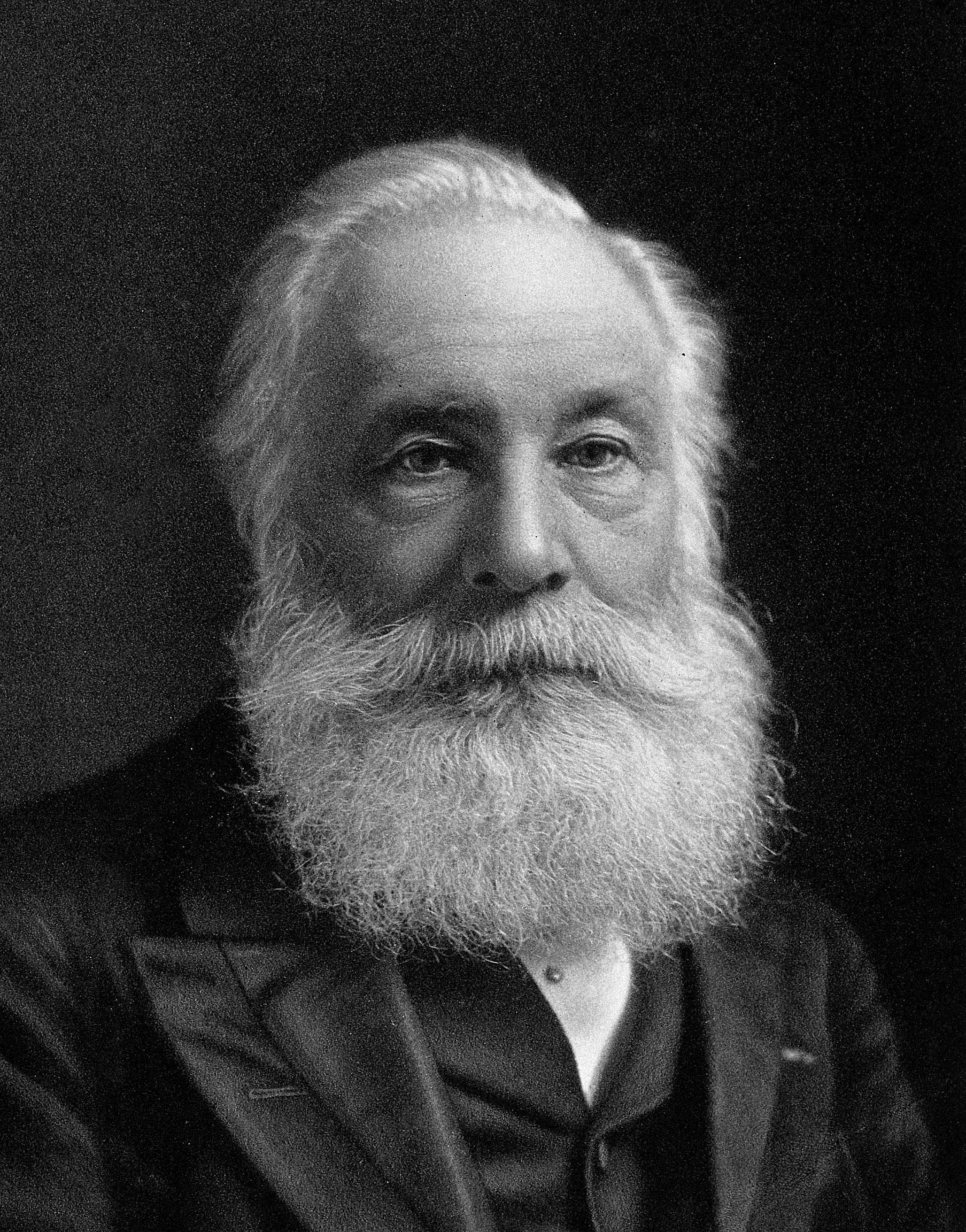
威廉·珀金

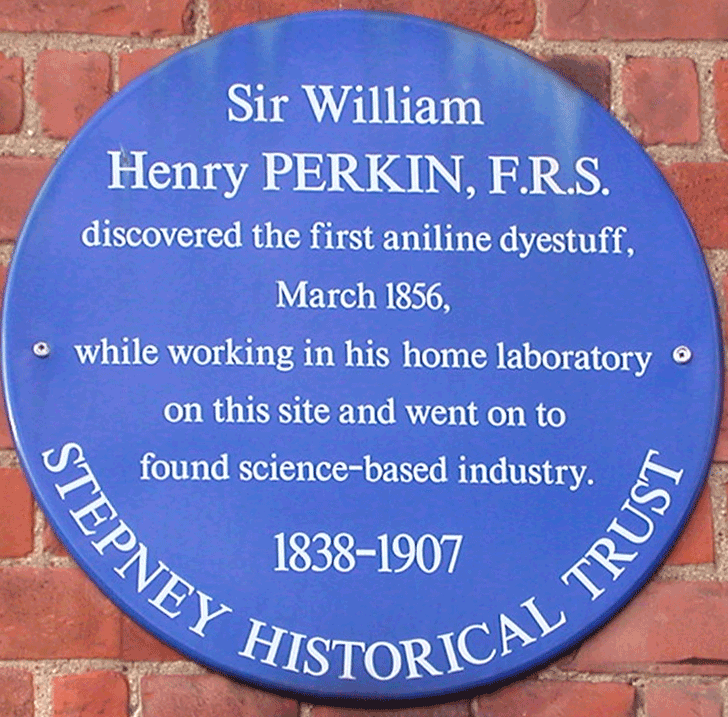
Cable街的藍匾

威廉·亨利·珀金爵士，FRS（英語：Sir William Henry Perkin，1838年3月12日—1907年7月14日），英國化學家。他在18歲發現了首個苯胺染料——苯胺紫。

## 生平
1853年15歲的珀金入讀倫敦的皇家化学学院（現為倫敦帝國學院），成為奧古斯特·威廉·馮·霍夫曼的學生。在1856年的復活節，珀金在自己的實驗室內進行有關奎寧的研究。他就在此時發現了苯胺紫。很快他便發現這種物質在光和洗擦都不易脫色，適合當染料。八月，他取得了專利權。當時的染料都很昂貴，製造過程勞動密集；在正值工業革命中的英國，這個新產品輕易成功了。
以後珀金繼續進行有機化學研究，發現更多的人工染料。他發現了人工香水香豆素的合成方法，香豆酸的準備方法被後人稱為珀金反應。1869年發現了茜素的商業製法，可惜德國公司BASF剛好在一天前申請了該製法的專利。1874年他家財萬貫，賣掉工廠並退休。

## 荣誉
1906年，珀金獎章成立，以紀念發現苯胺紫五十週年。

## 延伸阅读
- Brightman, R. . Nature. 1956, 177 (4514): 805–856. Bibcode:1956Natur.177..815B. doi:10.1038/177815a0.
- Holme, I. . Coloration Technology. 2006, 122 (5): 235–251. doi:10.1111/j.1478-4408.2006.00041.x.
- Garfield, Simon, Mauve: How One Man Invented a Colour that Changed the World, ISBN 0-393-02005-3 (2000).
- Travis, Anthony S. "Perkin, Sir William Henry (1838–1907)" in the Oxford Dictionary of National Biography, edited C. Matthew et al. Oxford University Press: 2004. ISBN 0-19-861411-X.
- Farrell, Jerome, "The Master Leatherseller who Changed the World" in The Leathersellers' Review 2005–06, pp. 12–14